# Killing Season
Killing Season (anteriormente titulada Shrapnel; en español, Caza humana) es una película estadounidense de acción de 2013 escrita por Evan Daugherty y dirigida por Mark Steven Johnson de Millennium Films, teniendo por primera vez un emparejamiento en pantalla de los actores John Travolta y Robert De Niro. La película cuenta el enfrentamiento personal entre un veterano de guerra estadounidense y un exsoldado serbio.
El guion de Daugherty llamó la atención de los productores tras ganar la Script Pipeline Screenwriting Competition en 2008. Luego del estreno de la película recibió críticas negativas a partir de agosto de 2013, y obtuvo una calificación de 10% en Rotten Tomatoes.

## Trama
En Belgrado, Serbia, un exsoldado Scorpions llamado Emil Kovač (Travolta) se reúne con su informante para recuperar un archivo secreto de un veterano militar estadounidense y exagente de la OTAN, el coronel Benjamin Ford (Robert De Niro). Ford se retira a un refugio en algún lugar de los Montes Apalaches para olvidar la guerra. Kovač viaja hasta allí adoptando el aspecto de un turista europeo aficionado a la caza y logra localizar a Ford, con el que traba amistad. Kovač finalmente le revela su verdadera identidad y su intención de acabar con él, por lo que se inicia un juego sangriento del gato y el ratón.

## Reparto
| Actor            | Nacionalidad   | Personaje     |
| ---------------- | -------------- | ------------- |
| Robert De Niro   | Estados Unidos | Benjamin Ford |
| John Travolta    | Estados Unidos | Emil Kovač    |
| Milo Ventimiglia | Estados Unidos | Chris Ford    |
| Elizabeth Olin   | Estados Unidos | Sarah Ford    |